# Cupido magna
Cupido magna är en fjärilsart som beskrevs av Rühl 1895. Cupido magna ingår i släktet Cupido och familjen juvelvingar. Inga underarter finns listade i Catalogue of Life.